# Lịch sử Afghanistan
Lịch sử của Afghanistan, (tiếng Ba Tư: تاریخ افغانستان , Tārīkh e Afġānistān tiếng Pashtun: د افغانستان تاريخ , Da Afġānistān Tārīkh) với tư cách là một nhà nước bắt đầu vào năm 1747 với sự thành lập của Ahmad Shah Durrani. Văn bản ghi lại lịch sử của vùng đất hiện đang hình thành Afghanistan có thể được truy nguyên từ khoảng 500 TCN khi khu vực này thuộc Đế chế Achaemenid, mặc dù bằng chứng chỉ ra rằng một mức độ văn hóa đô thị hóa tiên tiến đã tồn tại ở vùng đất này từ năm 3000 đến 2000 TCN. Bactria có từ năm 2500 TCN. Nền văn minh lưu vực sông Ấn trải dài đến phần lớn Afghanistan ở phía bắc. Alexander Đại đế và quân đội Macedonia của ông đã đến Afghanistan ngày nay vào năm 330 TCN sau sự sụp đổ của Đế chế Achmaemenid trong Trận Gaugamela. Kể từ đó, nhiều đế chế đã trỗi dậy từ Afghanistan, bao gồm Greco-Bactrians, Kushans, Hephthalites, Saffarids, Samanids, Ghaznavids, Ghurids, Khaljis, Timurids, Mughals, Hotakis và Durranis.
Afghanistan (có nghĩa là "vùng đất của người Afghan") là một vị trí chiến lược quan trọng trong suốt lịch sử. Vùng đất đóng vai trò là "cửa ngõ vào Ấn Độ, nằm trên con đường tơ lụa cổ đại, nơi buôn bán từ Địa Trung Hải đến Trung Quốc ". Ngồi trên nhiều tuyến đường thương mại và di cư, Afghanistan có thể được gọi là ' Vòng xoay Trung Á '  kể từ khi các tuyến đường hội tụ từ Trung Đông, từ lưu vực sông Ấn qua các lối đi qua Hindu Kush, từ Viễn Đông qua Lưu vực Tarim, và từ thảo nguyên Á-Âu liền kề.
Các ngôn ngữ chi Iran được phát triển bởi một nhánh của những người này; tiếng Pashtun nói ngày nay ở Afghanistan là một trong những ngôn ngữ Đông Iran. Elena E. Kuz'mina lập luận rằng các lều của những người du mục nói tiếng Iran ở Afghanistan đã phát triển từ những ngôi nhà bề mặt của vành đai thảo nguyên Á-Âu trong Thời đại đồ đồng.
Các cuộc xâm lược Ả Rập đã ảnh hưởng đến văn hóa của Afghanistan, và thời kỳ tiền đạo Hồi của Hỏa giáo, Macedonia, Phật giáo và Ấn Độ giáo đã biến mất từ lâu.
Mirwais Hotak và sau đó là Ahmad Shah Durrani thống nhất các bộ lạc Afghanistan và thành lập Đế chế Afghanistan cuối cùng vào đầu thế kỷ 18 CE. Afghanistan là nơi sinh sống của nhiều dân tộc và đa dạng: người Pashtun, người Tajik, Hazara, Uzbeks, Turkmen, Aimak, Baloch và những tộc người khác.

## Thời kỳ tiền sử

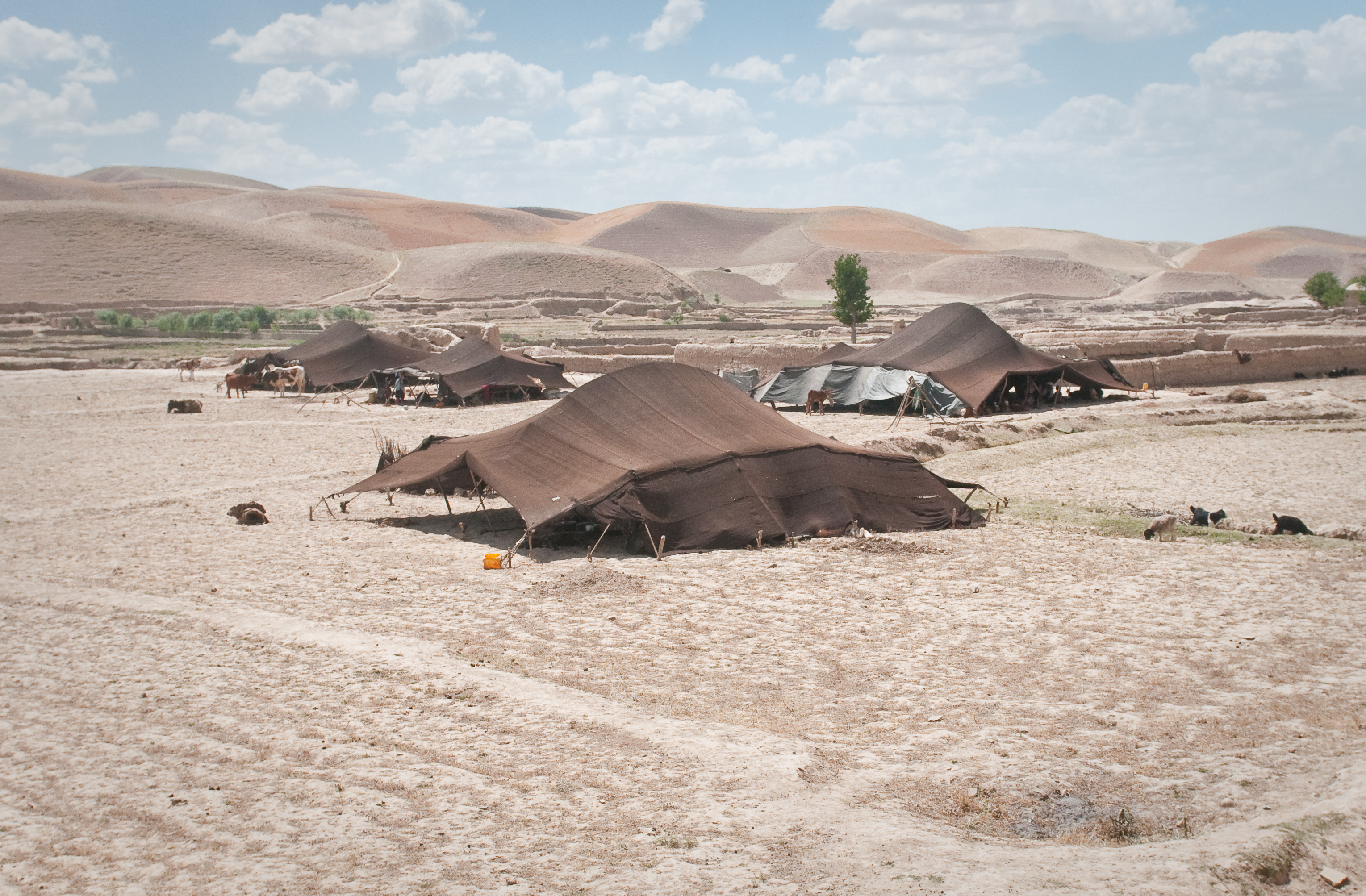
Những căn lều của người du mục Afghan ở phía bắc tỉnh Badghis của Afghanistan. Các ngôi làng của những người nông dân thời kỳ tiền sử xuất hiện ở Afghanistan vào khoảng 7,000 năm trước.

Các cuộc khai quật của Louis Dupree và những nhà khảo cổ học khác tại các di chỉ tiền sử ở Darra-e Kur vào năm 1966 đã phát hiện ra 800 công cụ bằng đá cùng một mảnh xương thái dương phải của người Neanderthal, điều này cho thấy rằng những cư dân tiền sử đã sinh sống ở Afghanistan từ ít nhất là cách đây 52,000 năm về trước. Tại hang Kara Kamar, người ta đã phát hiện ra những lưỡi dao bằng đá thuộc giai đoạn Hậu kỳ Đá mới có niên đại Carbon-14 là 34,000 năm tuổi. Các cộng đồng nông nghiệp ở  Afghanistan thuộc vào diện có tuổi thọ lâu đời nhất thế giới. Những đồ tạo tác chỉ ra rằng cư dân bản địa là những cộng đồng nông dân và những người chăn nuôi nhỏ, rất có thể họ được phân chia thành các bộ lạc và các vương quốc bản địa nhỏ bé này trỗi dậy và sụp đổ trong suốt giai đoạn này. Quá trình đô thị hóa đã bắt đầu sớm nhất là vào khoảng năm 3000 TCN.Hỏa giáo đã từng là tôn giáo chính của khu vực này; thậm chí âm lịch của người Afghan ngày nay vẫn còn cho thấy ảnh hưởng của Hỏa giáo trong tên của các tháng. Các tôn giáo khác như Phật giáo và Ấn Độ giáo cũng đã phát triển rực rỡ trong giai đoạn sau này, chúng cũng để lại một dấu ấn đậm nét ở vùng đất này. Gandhara là tên của một vương quốc cổ đại xuất hiện từ thời kỳ Vệ đà và kinh đô của nó nằm giữa dãy Hindukush và dãy Sulaiman (những ngọn núi của Solomon), dẫu vậy Kandahar ngày nay và thành phố Gandhara cổ đại lại không có liên quan gì với nhau về mặt địa lý.
Vào khoảng năm 3000 TCN, những cư dân tiền sử có thể đã có mối liên kết về mặt văn hóa và giao thương với các nền văn minh lân cận như Jiroft và Tappeh Sialk cũng như nền văn minh lưu vực sông Ấn. Nền văn minh đô thị đã bắt đầu sớm nhất là vào khoảng năm 3000 TCN và nhiều khả năng rằng thành phố tiền sử Mundigak (nằm gần Kandahar) là một thuộc địa của nền văn minh lưu vực sông Ấn gần đó. Những cư dân đầu tiên được biết đến ở nơi này là người Ấn-Iran, và thời điểm họ đặt chân tới nơi này được ước tính là nằm trong khoảng thời gian từ năm 3000 TCN cho tới năm 1500 TCN.

### Văn minh lưu vực sông Ấn
Nền văn minh lưu vực sông Ấn (IVC) là một nền văn minh thuộc thời kỳ đồ đồng  (3300-1300 TCN; giai đoạn thịnh vượng là từ 2600–1900 TCN), nó trải dài từ khu vực tây bắc của Pakistan cho tới khu vực tây bắc của Ấn Độ và khu vực đông bắc của Afghanistan ngày nay. Một di chỉ của nền văn minh sông Ấn đã được phát hiện ở Shortugai nằm bên bờ sông Oxus ở miền bắc của Afghanistan. Ngoài Shortughai ra thì còn có một di chỉ khác nữa là Mundigak. Nhiều di chỉ khác nhỏ hơn của nền văn minh sông Ấn cũng đã được tìm thấy ở Afghanistan.

### Bactria-Margiana
Phức hệ khảo cổ học Bactria-Margiana đã bắt đầu xuất hiện ở khu vực đông nam trong khoảng thời gian từ 2200 tới năm 1700 TCN (ước đoán). Thành phố Balkh (Bactra) đã được thành lập vào khoảng thời gian này (khoảng từ 2000–1500 TCN). Rất có khả năng là phức hệ khảo cổ học Bactria-Margiana có thể xuất phát từ nền văn hóa Ấn-Âu, có lẽ là một nền văn hóa Ấn-Arya nguyên thủy. Tuy nhiên người ta lại luôn cho rằng người Ấn-Arya chỉ đặt chân tới vào giai đoạn cuối thời kỳ Harappan và xây dựng nên nền văn minh Vệ đà thuộc giai đoạn đầu thời kỳ đồ Sắt.

## Lịch sử cổ đại (700 TCN–565)

### Media
Có nhiều quan điểm khác nhau về cương vực của vương quốc Media. Ví dụ như theo Ernst Herzfeld, đây là một đế quốc hùng mạnh trải dài từ khu vực trung tâm Anatolia tới Bactria tiếp giáp với biên giới Ân Độ ngày nay. Một quan điểm khác của Heleen Sancisi-Weerdenburg thì lại cho rằng không có bằng chứng thực sự nào cho thấy đế quốc Media đã tồn tại và nó là một hệ thống tổ chức nhà nước không ổn định. Tuy nhiên, khu vực mà ngày nay là Afghanistan đã nằm dưới sự cai trị của Media trong một khoảng thời gian ngắn.

### Đế quốc Achaemenes

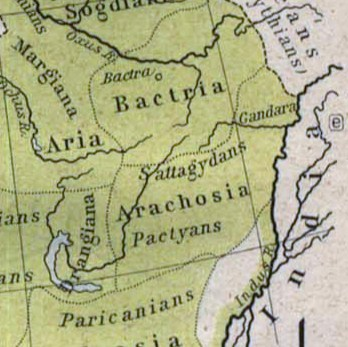
Arachosia, Aria và Bactria là các satrap của đế quốc Achaemenes cổ đại.

Afghanistan nằm dưới sự cai trị của đế quốc Achaemenes sau khi nó bị Darius I của Ba Tư chinh phục. Khu vực này được phân chia thành các tỉnh được gọi là các satrap, mỗi một tỉnh nằm dưới sự cai trị của một tổng đốc. Những satrap cổ đại này bao gồm: Aria: Vùng đất Aria ngăn cách với Paropamisadae ở phía đông,Parthia ở phía Tây và Margiana cùng Hyrcania ở phía bắc bởi các dãy núi, nó bị ngăn cách với Carmania và Drangiana ở phía nam bởi một sa mạc. Nó được Ptolemaios và Strabo miêu tả rất chi tiết trong các tác phẩm của họ, ngày nay nó tương ứng với phần lớn tỉnh Herat của  Afghanistan; Arachosia thì tương ứng với Kandahar, Lashkar Gah, và Quetta ngày nay. Arachosia có biên giới với Drangiana về phía tây và với Paropamisadae (tức Gandahara) về phía bắc và phía đông còn với Gedrosia là về phía nam. Cư dân của Arachosia thuộc nhóm các dân tộc Iran, họ thường được gọi là người Arachosia hoặc Arachoti. Người ta cho rằng họ được gọi là người Paktya dựa theo sắc tộc và tên gọi này có thể có liên quan đến các bộ lạc Paṣtun (Pashtun); Bactria là vùng đất nằm ở phía bắc của dãy Hindu Kush, về phía tây của nó là dãy Pamir và nằm ở phía nam của dãy Tian Shan, đồng thời dòng sông Amu Darya chảy về hướng tây xuyên qua khu vực trung tâm (Balkh) của nó; Sattagydia là vùng đất nằm ở cực đông của đế quốc Achaemenes, theo Herodotos thì nó thuộc địa hạt đánh thuế thứ 17 cùng với Gandārae, Dadicae và Aparytae. Người ta tin rằng nó nằm ở phía đông của dãy núi Sulaiman trải dài tới tận địa phận sông Ấn nằm trong khu vực lòng chảo bao quanh Bannu (Ghazni); còn Gandhara thì tương ứng với khu vực ngày nay là Kabul, Jalalabad và Peshawar.

### Alexandros và nhà Seleukos
Alexandros đại đế đặt chân đến khu vực Afghanistan vào năm 330 TCN sau khi ông đánh bại Darius III của Ba Tư trong trận Gaugamela một năm trước đó. Đội quân của ông đã gặp phải sự kháng cự cực kỳ mạnh mẽ đến từ các vùng đất của những bộ lạc Afghan, điều này khiến cho ông phải thốt lên rằng Afghanistan là nơi "di dễ, khó về." Mặc dù chuyến viễn chinh Afghanistan của ông chỉ diễn ra trong một thời gian ngắn, ảnh hưởng của nền văn hóa Hy Lạp do Alexandros để lại đã kéo dài tới vài thế kỷ sau đó. Một số thành phố lớn được xây dựng tại những vùng đất này đã được đặt tên là "Alexandria," chúng bao gồm: Alexandria của người Aria (ngày nay là Herat); Alexandria bên sông Tarnak (gần Kandahar); Alexandria ở dãy Caucasus (gần Begram, tại Bordj-i-Abdullah); và xa nhất là Alexandria-Eschate (gần Kojend), ở phía bắc. Sau khi Alexandros qua đời, đế quốc của ông đã bị phân chia. Một vị tướng người Macedonia của Alexandros tên là Seleukos đã tự xưng làm vua và đế quốc Seleukos của ông ta bao gồm cả Afghanistan.

### Vương quốc Hy Lạp-Bactria

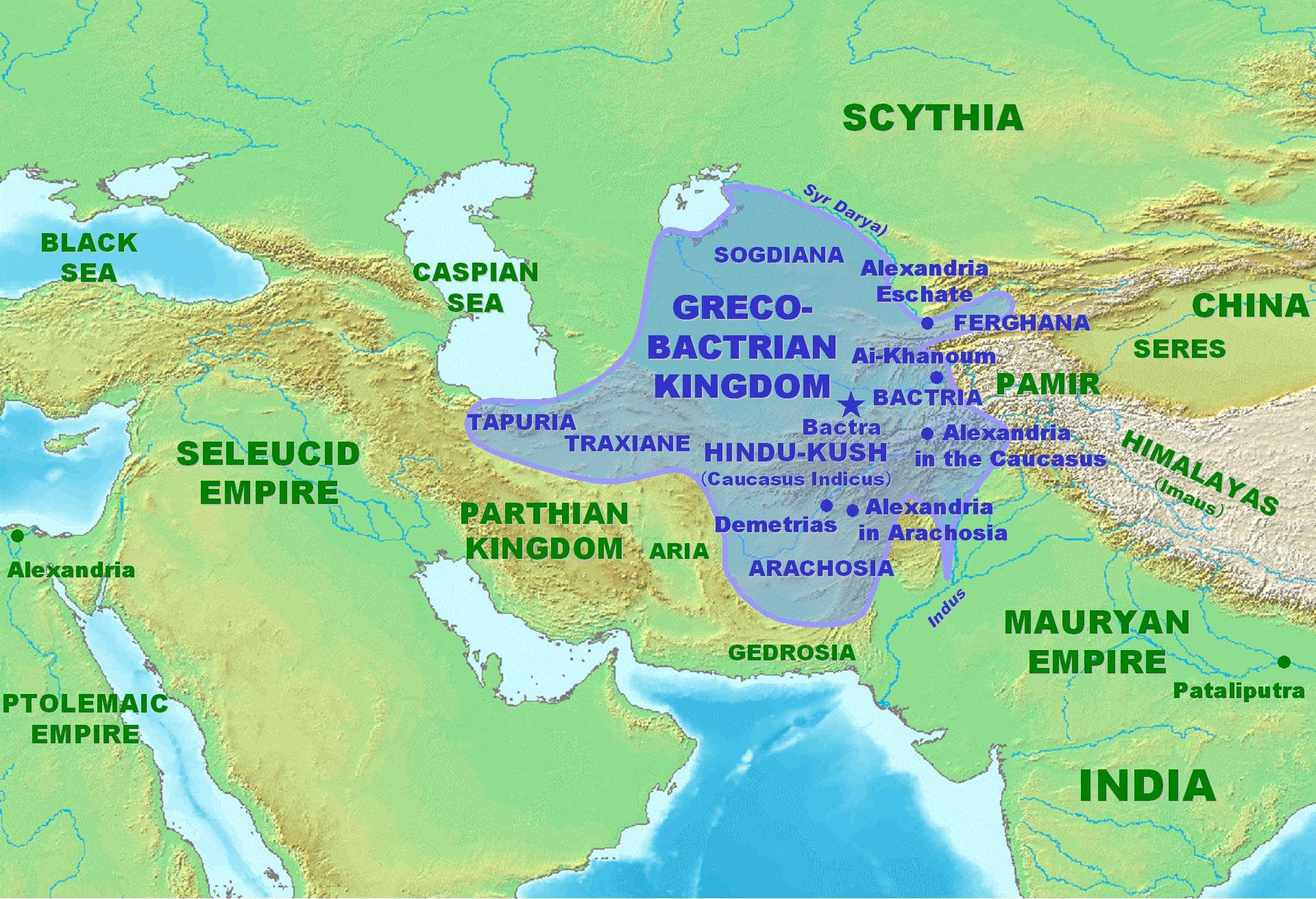
Lãnh thổ của vương quốc Hy Lạp-Bactria đạt tới đỉnh cao vào khoảng năm 180 TCN, khi đó nó bao gồm vùng đất Tapuria và Traxiane ở phía Tây, Sogdiana và Ferghana ở phía Bắc, Bactria và Arachosia ở phía Nam.

Vương quốc Hy Lạp-Bactria là một vương quốc Hy Lạp hóa, nó được vị satrap của Bactria (và có thể là của cả những tỉnh xung quanh) tên là Diodotos I sáng lập nên sau khi ông ta tuyên bố độc lập khỏi đế quốc Seleukos vào khoảng năm 250 TCN.
Vào khoảng năm 130 TCN, người Nguyệt Chi từ phía đông tới đã đánh bại và lật đổ vị vua Heliocles I của vương quốc Hy Lạp-Bactria. Người Nguyệt Chi sau đó đã chiếm lĩnh toàn bộ Bactria và triều đại của Eucratides có thể đã tiếp tục cai trị tại Kabul và Alexandria ở dãy Caucasus cho tới năm 70 TCN khi người Nguyệt Chi đánh bại vua Hermaeos.

### Vương quốc Ấn-Hy Lạp
Dưới triều đại của Menandros I, vương quốc Ấn-Hy Lạp (lúc này đã hoàn toàn biệt lập với thế giới Hy Lạp sau khi Bactria sụp đổ) đã đạt tới đỉnh cao của nó, vương quốc này đã mở rộng tới tận Afghanistan và Pakistan, nó thậm chí lớn hơn nhiều so với dưới triều đại của Demetrios I. Sau khi Menandros qua đời, vương quốc Ấn-Hy Lạp đã dần dần suy yếu và các vị vua cuối cùng của nó (Strato II và Strato III) đã bị người Scythia đánh bại vào khoảng năm 10 CN

### Người Ấn-Scythia

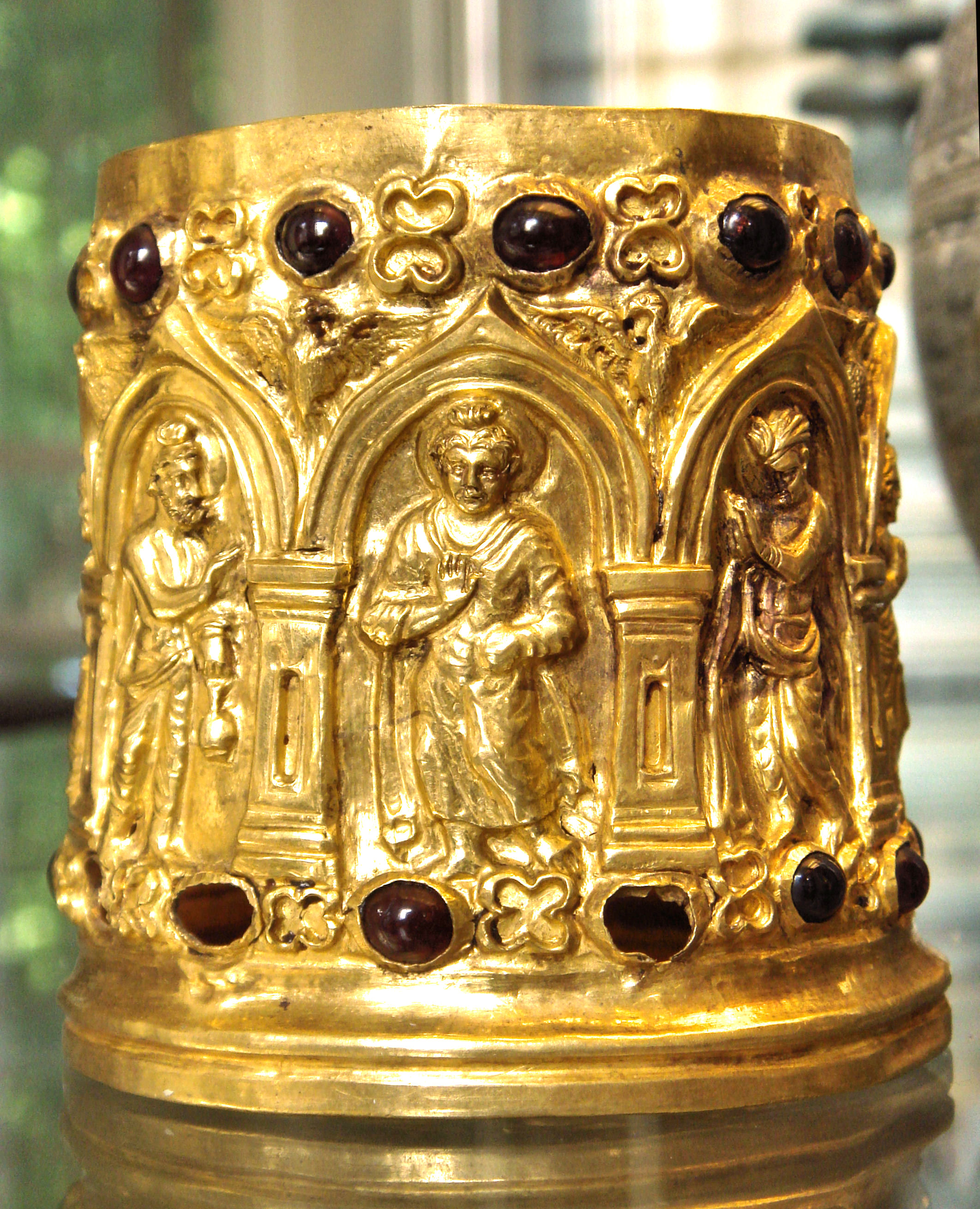
Bình đựng tro Bimaran được tìm thấy trong một bảo tháp cùng với những đồng tiền xu của Azes, ngày nay được trưng bày tại bảo tàng Anh.

Người Ấn-Scythia là hậu duệ của những người Saka (người Scythia) đã di cư từ khu vực Siberia tới Pakistan và Arachosia trong giai đoạn từ giữa thế kỷ thứ 2 TCN tới thế kỷ thứ 1 TCN.  Họ đã thế chỗ của người Ấn-Hy Lạp và cai trị một vương quốc kéo dài từ Gandhara tới Mathura. Quyền lực của các vị vua người Saka bắt đầu suy yếu vào thế kỷ thứ 2 sau khi họ bị vị hoàng đế của vương triều Satavahana là Gautamiputra Satakarni đánh bại. Vương quốc Saka sau này đã bị vua Chandragupta II của đế quốc Gupta hủy diệt hoàn toàn vào thế kỷ thứ 4.

### Người Ấn-Parthia

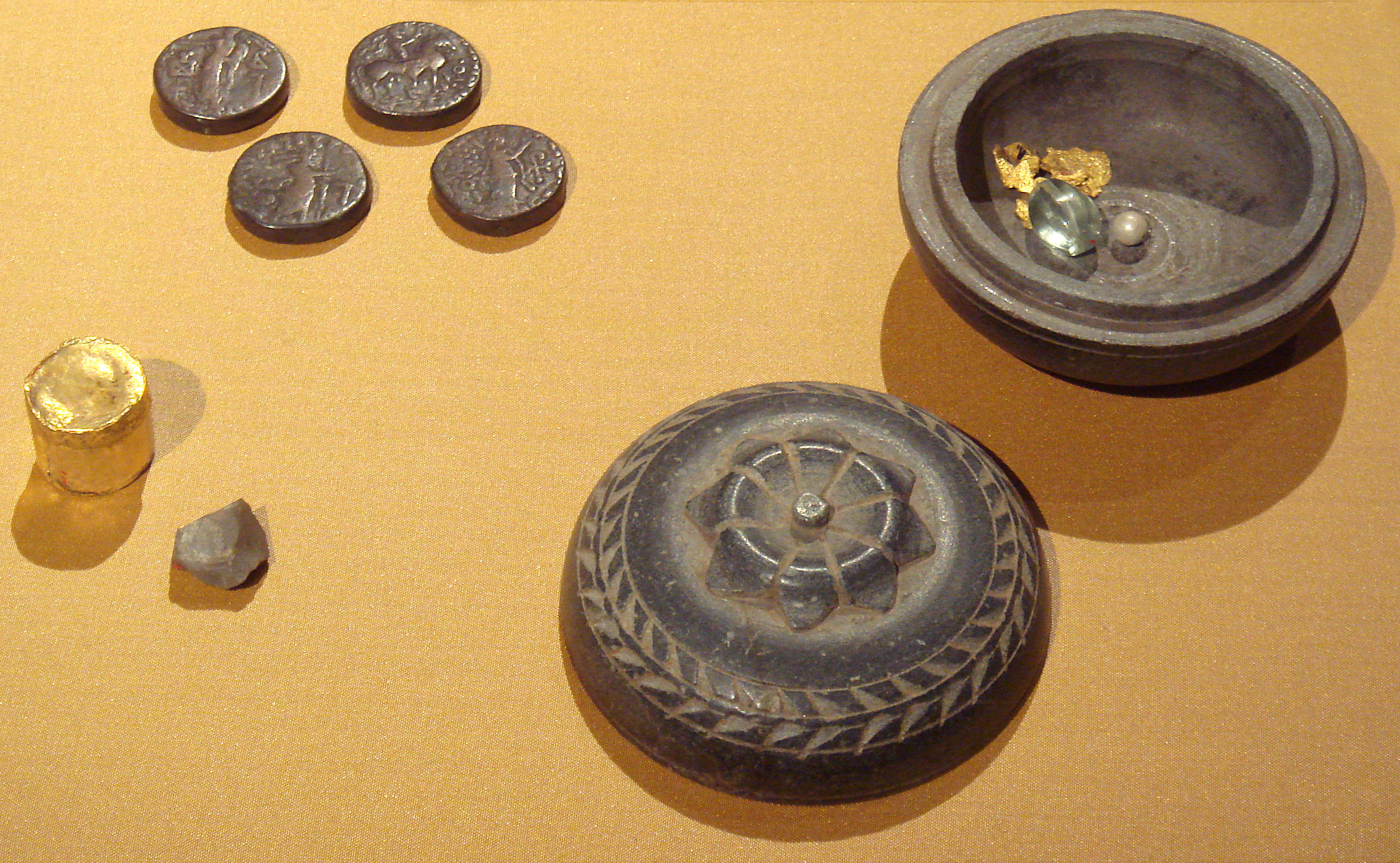
Xá lị Phật giáo ở Gandhara cùng với những đồng tiền xu của vương quốc Ấn-Parthia. Niên đại là vào thế kỷ thứ 1.

Vương quốc Ấn-Parthia nằm dưới sự cai trị của triều đại Gondophares theo tên của vị vua đầu tiên của nó là Gondophares I. Họ đã cai trị các vùng đất thuộc Afghanistan, Pakistan, và khu vực tây bắc Ấn Độ ngày nay trong hoặc trước giai đoạn thế kỷ thứ nhất không lâu. Trong suốt phần lớn chiều dài lịch sử của mình, các vị vua nhà Gondophares đặt kinh đô nằm tại Taxila (ngày nay thuộc tỉnh Punjab của Pakistan) nhưng vào giai đoạn cuối của vương quốc thì kinh đô của họ được luân chuyển giữa Kabul và Peshawar. Các vị vua này theo thông lệ thường được gọi là người Ấn-Parthia bởi vì các đồng xu của họ thường bắt chước theo kiểu của nhà Arsaces, tuy nhiên họ có thể xuất thân từ các bộ lạc Iran sống ở phía đông của Parthia và không có bằng chứng nào cho thấy rằng những vị vua cùng sử dụng tước hiệu Gondophares, mà có nghĩa là "Người nắm giữ vinh quang", là có mối quan hệ với nhau.

### Người Quý Sương

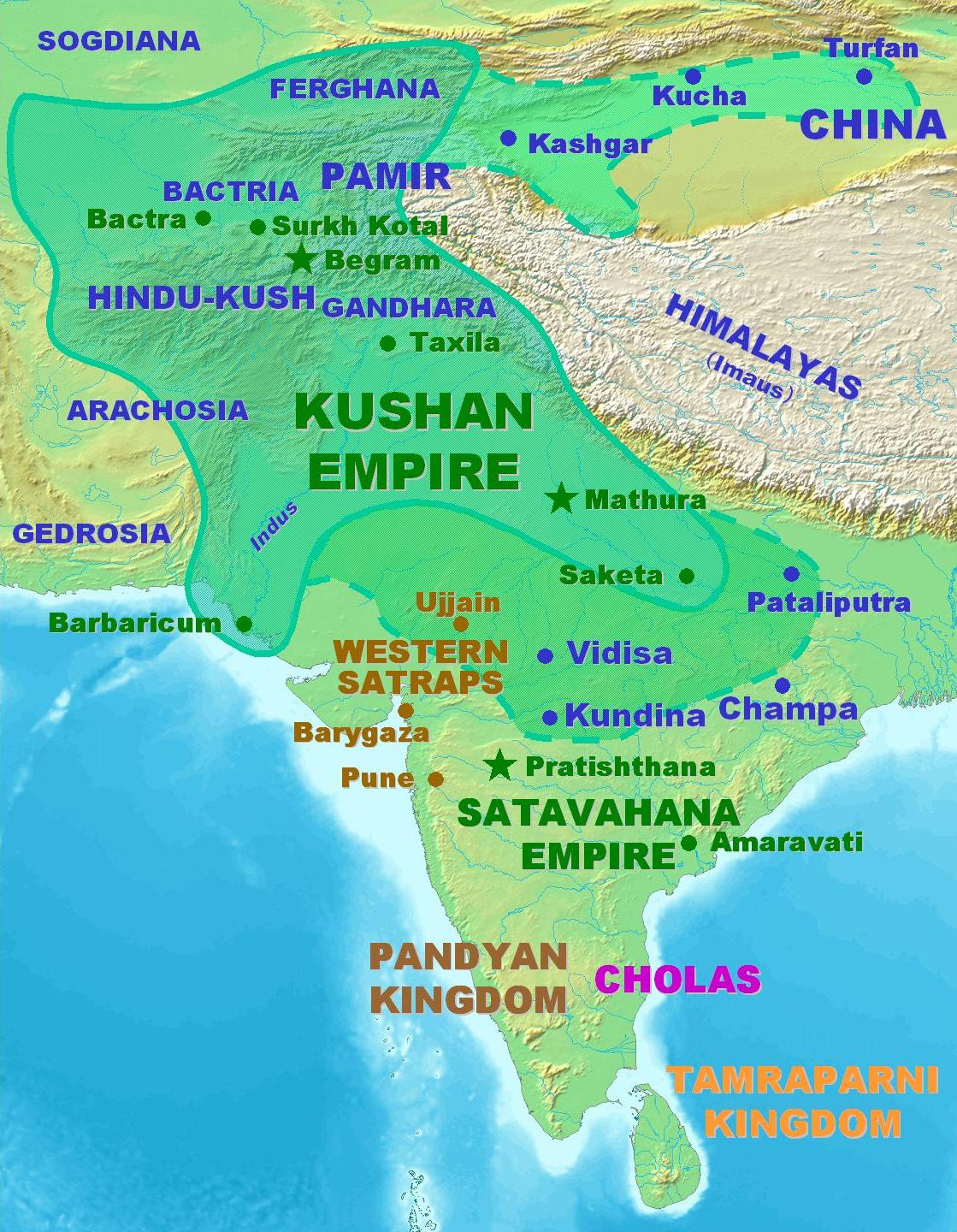
Lãnh thổ của người Quý Sương dưới triều đại của Kanishka, dựa theo bia khắc Rabatak.

Đế quốc Quý Sương từ Bactria đã bành trướng tới khu vực tây bắc của Ấn Độ dưới sự lãnh đạo của vị vua đầu tiên của nó là Kujula Kadphises vào giai đoạn giữa thế kỷ thứ 1. Người Quý Sương vốn là một nhánh của người Nguyệt Chi,. Dưới triều đại của Kanishka đại đế, vương quốc này bao trùm phần lớn Afghanistan, và phần phía bắc của tiểu lục địa Ấn Độ tới tận Saketa và Sarnath gần Varanasi (Benares).
Hoàng đế Kanishka là một người bảo trợ vĩ đại của Phật giáo; tuy nhiên khi người Quý Sương tiến xa hơn về phía Nam, các vị thần xuất hiện trên những đồng tiền xu sau này của họ lại cho thấy sự chiếm ưu thế của đạo Hindu.
Họ đã giữ vai trò quan trọng trong việc tạo dựng vị thế của Phật giáo ở Ấn Độ và truyền bá nó tới khu vực Trung Á và Trung Quốc. Sử gia Vincent Smith đã nói về Kanishka như sau:
Ông ta đã giữ vai trò là một Ashoka thứ hai trong lịch sử Phật giáo.

Đế quốc này đã kết nối tuyến thương mại bằng đường biển ở Ấn Độ Dương với tuyến thương mại của Con đường tơ lụa thông qua thung lũng sông Ấn, điều này giúp thúc đẩy sự giao thương đường dài đặc biệt là giữa Trung Quốc với La Mã. Người Quý Sương đã tạo ra các xu thế mới giúp cho nghệ thuật Gandhara đâm chồi nảy lộc và đạt tới đỉnh cao dưới sự cai trị của người Quý Sương.
H.G. Rowlinson bình luận rằng:
Thời kỳ Quý Sương là một sự khởi đầu hoàn hảo cho kỷ nguyên của nhà Gupta.

Đế quốc của người Quý Sương ở Ấn Độ tan rã vào thế kỷ thứ 3 và vị hoàng đế vĩ đại cuối cùng của họ là Vasudeva I.

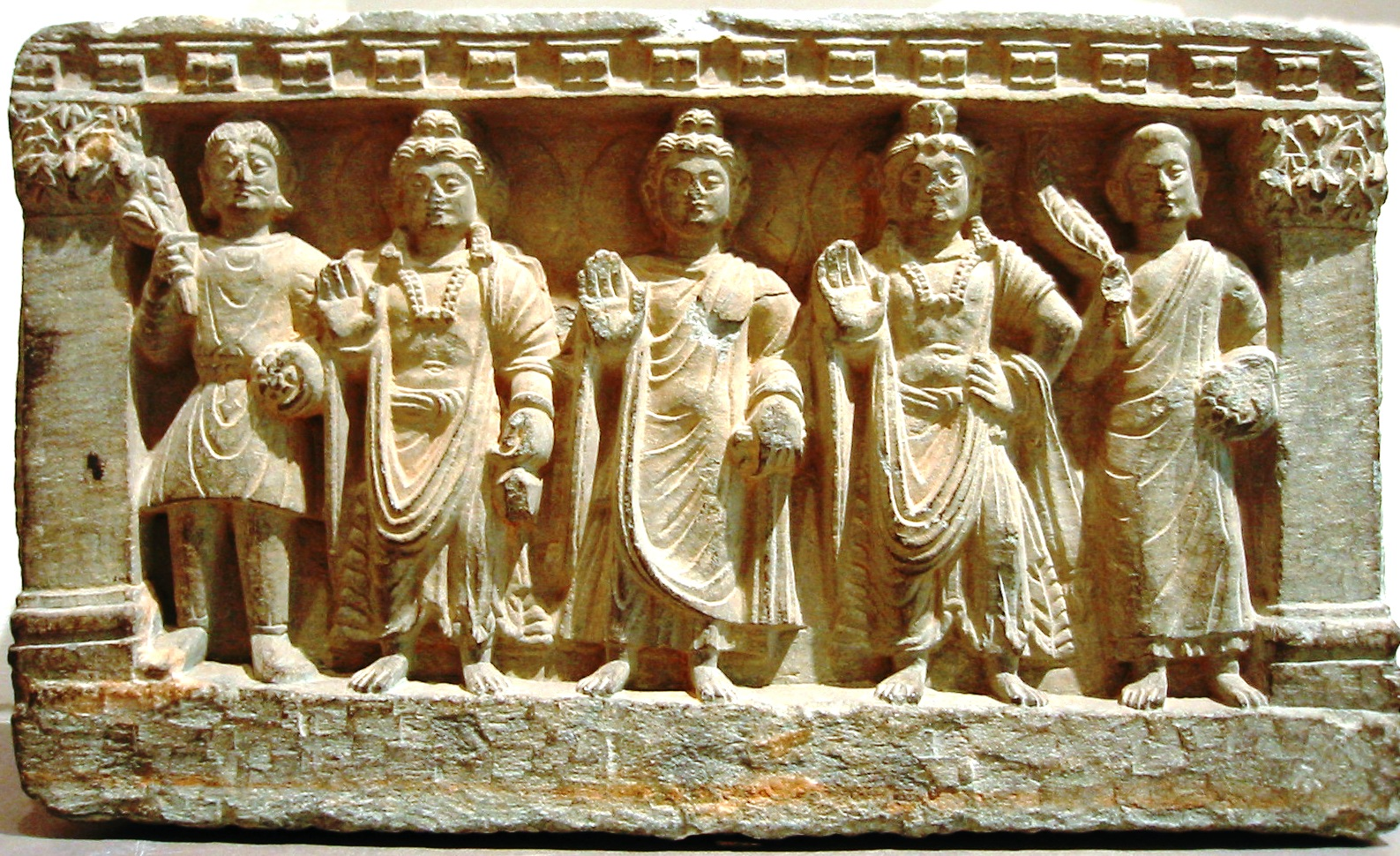
Bộ ba Mahayana của Phật giáo trong giai đoạn đầu. Từ trái qua phải lần lượt là một tín đồ Quý Sương, Maitreya, Đức Phật, Avalokitesvara, và một sư thầy. Niên đại của nó là vào thế kỷ thứ 2 và thứ 3, Gandhara.
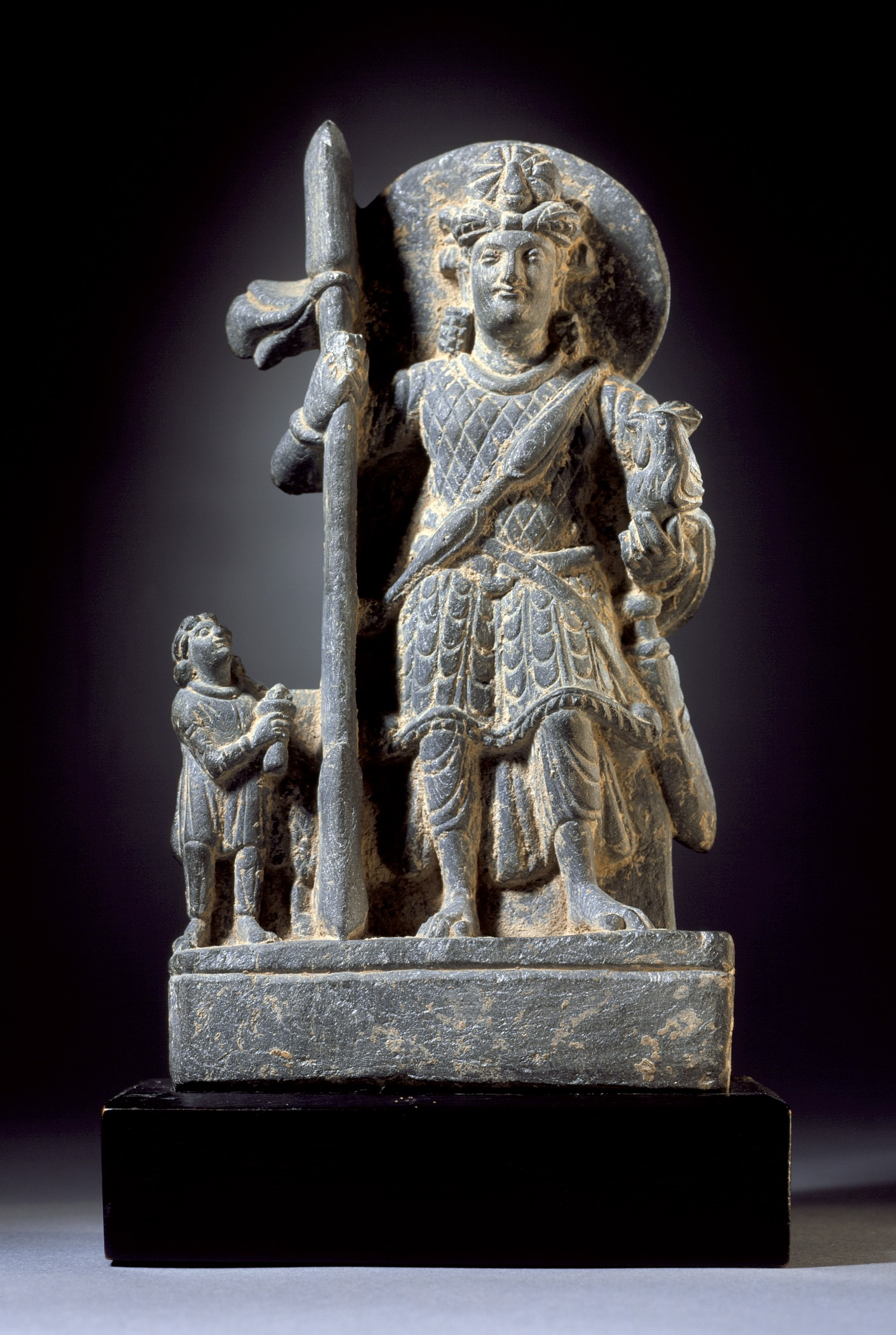
Kumara hoặc Kartikeya cùng với một tín đồ người Quý Sương, niên đại là vào thế kỷ thứ 2.
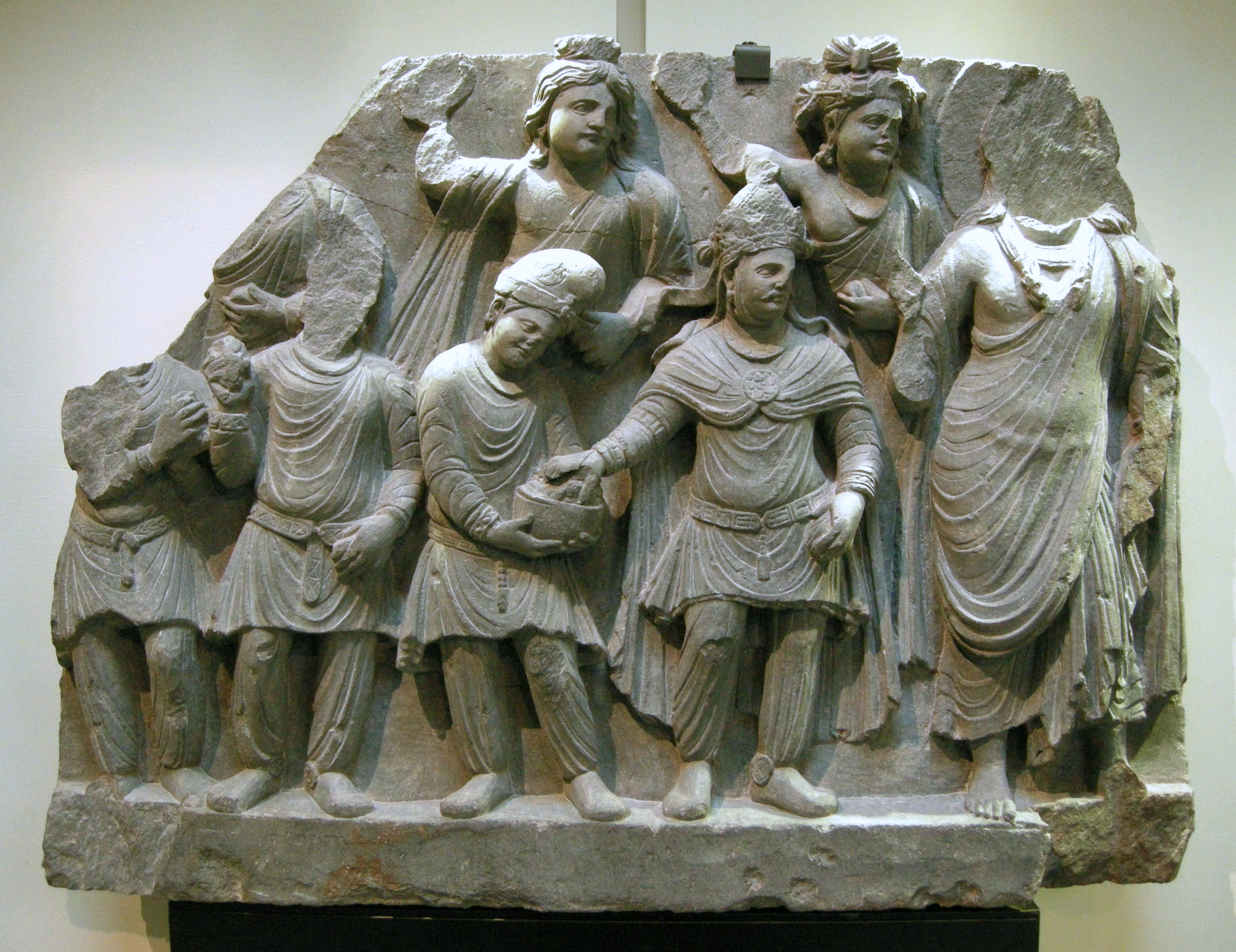
Một vị hoàng tử người Quý Sương đang cúng lễ vật cho Boddhisattva, vị hoàng tử này có thể là Huvishka.
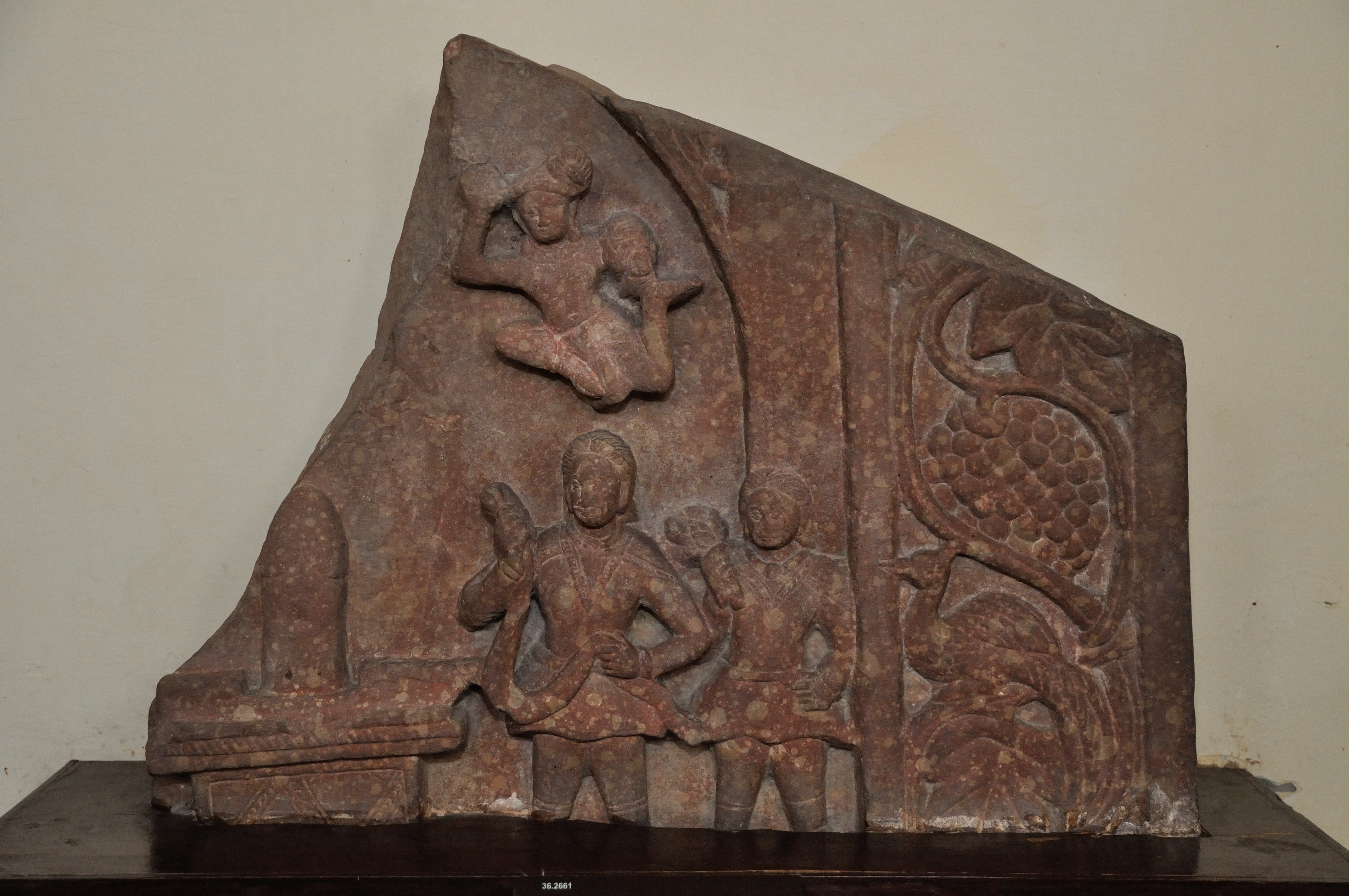
Shiva Linga được các tín đồ người Quý Sương thờ cúng, niên đại là vào khoảng thế kỷ thứ 2.